# Congress of South African Trade Unions

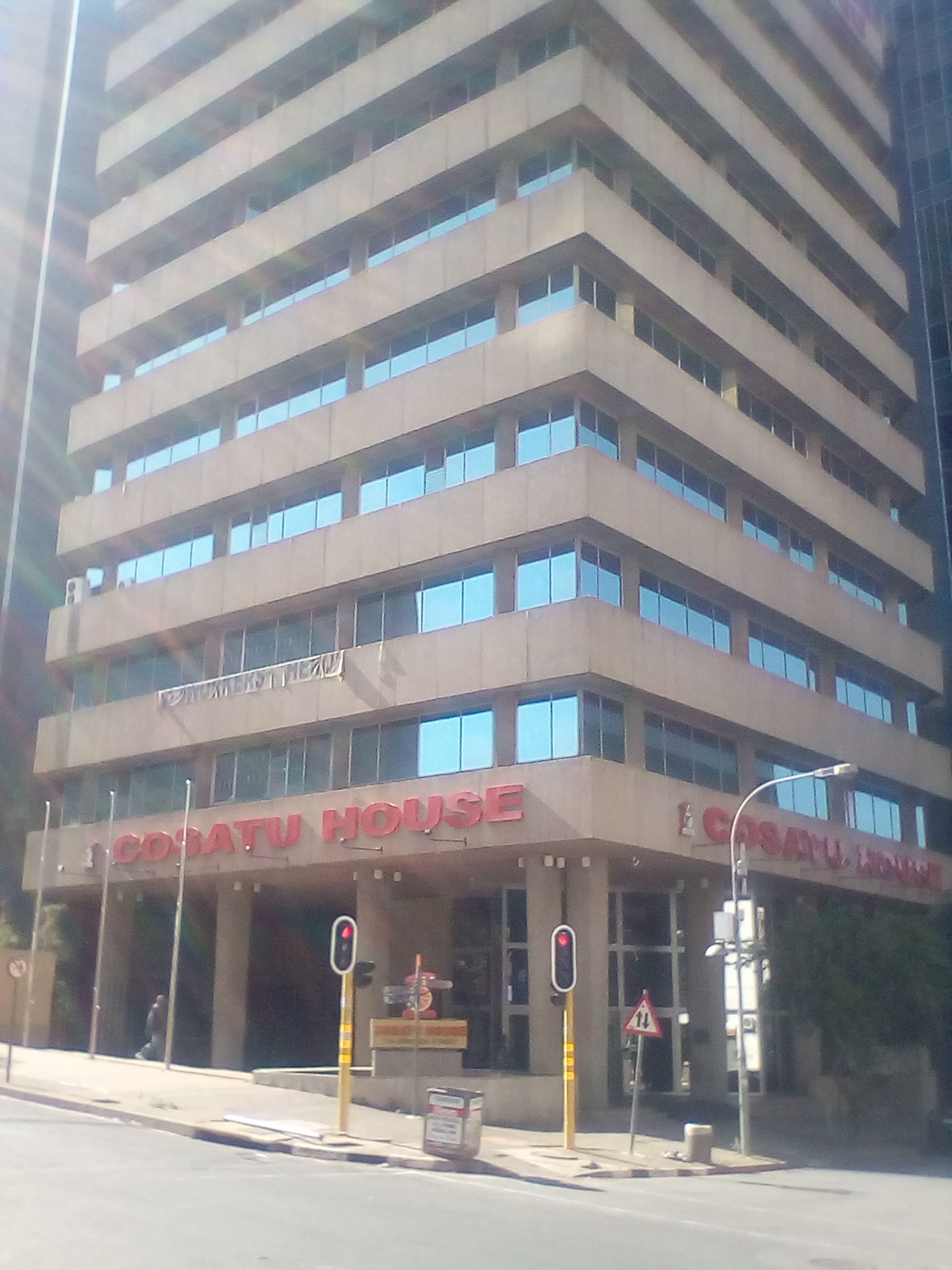
Sitz des Congress of South African Trade Unions in Braamfontein, Johannesburg

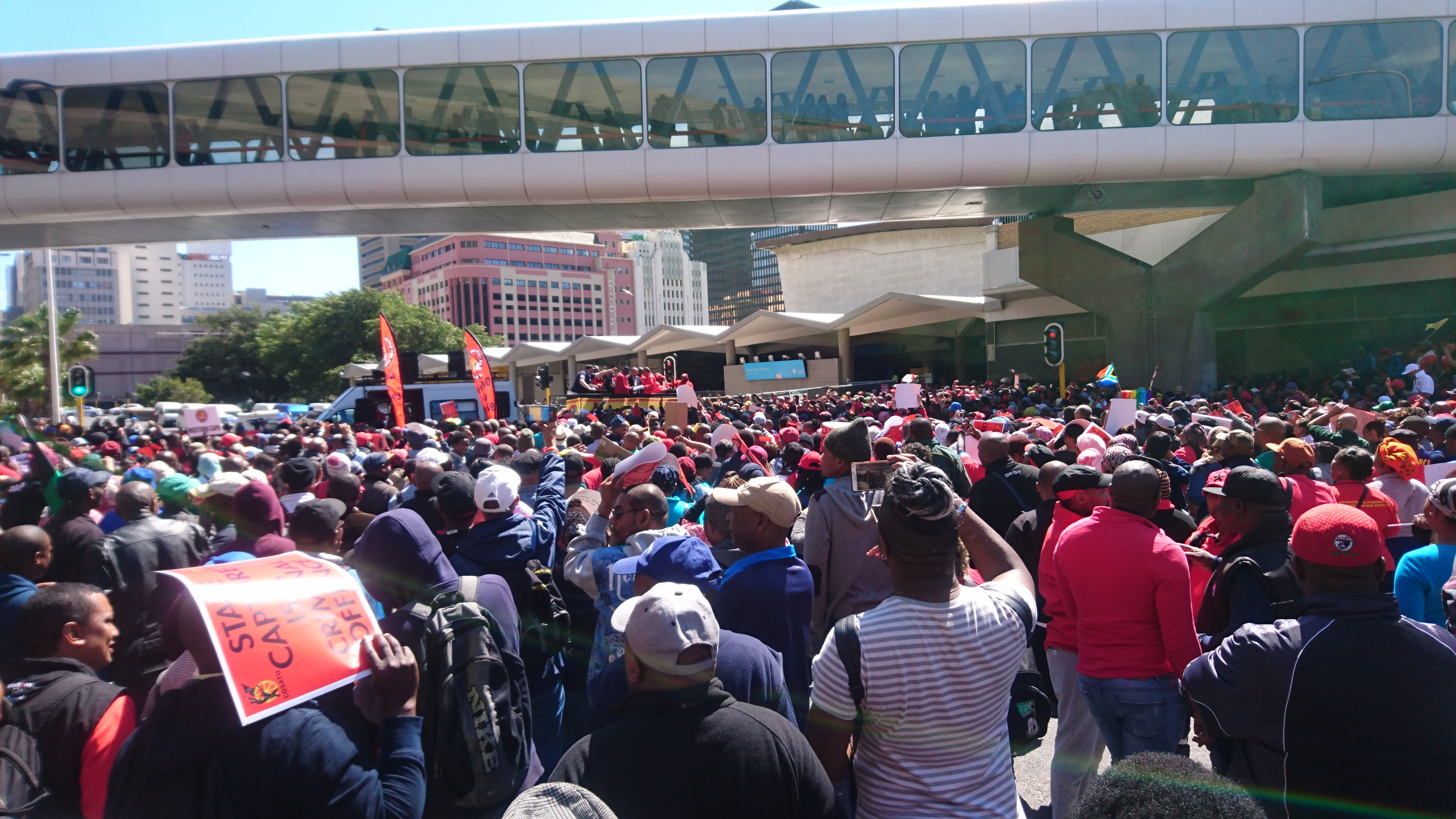
Demonstration der COSATU am 27. September 2017 in Kapstadt gegen Präsident Jacob Zuma und die Gupta-Familie

Der Congress of South African Trade Unions (COSATU) ist der größte südafrikanische Gewerkschafts-Dachverband.
COSATU ist Mitglied des  Internationalen Gewerkschaftsbundes (IGB). In der Mitgliederliste des IGB wird die Mitgliedschaft mit 1.800.000 angegeben (Stand: November 2017).

## Geschichte
Er entstand im Dezember 1985 durch den Zusammenschluss mehrerer kleiner Gewerkschaften, die sich die Schaffung eines nicht-rassistischen, nicht-sexistischen und demokratischen Südafrikas zum Ziel gesetzt hatten. Heute werden die Rechte von mehr als zwei Millionen Arbeitnehmern in 21 Einzelgewerkschaften durch den COSATU vertreten.
Der COSATU ging 1994 eine so genannte Dreiparteien-Allianz mit der Regierungspartei African National Congress und der South African Communist Party ein. Sie stellen bei Wahlen gemeinsame Kandidatenlisten auf und sind auch sonst personell eng verzahnt. Das Bündnis wurde in der Vergangenheit vor allem durch Streiks infolge von Differenzen in der Wirtschaftspolitik auf die Zerreißprobe gestellt. Funktionäre des COSATU warfen dabei Politikern des ANC vor, sich zugunsten eines marktfreundlichen Kapitalismus zu wenig um die Armen und Arbeitslosen des Landes zu kümmern.

## Organisation
Das höchste Organ des COSATU ist der Nationalkongress, der alle drei Jahre stattfindet und die Delegierten für das Zentralkomitee bestimmt sowie die nationalen Amtsinhaber (National Office Bearers, NOB) wählt. Zwischen den Kongressen ist das Central Executive Committee (CEC), dem neben den NOB alle Provinzvorsitzenden und -sekretäre sowie sechs nationale Gewerkschaftsführer angehören, das oberste Exekutivorgan. Die Arbeit des CEC und der NOB wird vom Zentralkomitee kontrolliert, das sich mindestens einmal zwischen den Nationalkongressen trifft.
Die NOB sind (Stand 2018):
| Präsident                         | Sdumo Dlamini        |
| 1. stellvertretender Präsident    | Tyotyo James         |
| 2. stellvertretende Präsidentin   | Zingiswa Losi        |
| Generalsekretär                   | Bheki Ntshalintshali |
| Stellvertretender Generalsekretär | Solly Phetoe         |
| Schatzmeisterin                   | Freda Oosthuysen     |

## Mitgliedsgewerkschaften
- Chemical, Energy, Paper, Printing, Wood and Allied Workers' Union (CEPPWAWU)
- Communication Workers Union (CWU)
- Democratic Nursing Organisation of South Africa (DENOSA)
- Food and Allied Workers Union (FAWU)
- Musicians Union of South Africa (MUSA)
- National Education, Health and Allied Workers' Union (NEHAWU)
- National Union of Mineworkers (NUM)
- National Union of Metalworkers of South Africa (NUMSA)
- Performing Arts Workers' Equity (PAWE)
- Police and Prisons Civil Rights Union (POPCRU)
- South African Agricultural Plantation and Allied Workers Union (SAAPAWU)
- South African Commercial, Catering and Allied Workers Union (SACCAWU)
- Southern African Clothing and Textile Workers Union (SACTWU)
- South African Football Players Union (SAFPU)
- South African Democratic Nurses' Union (SADNU)
- South African Democratic Teachers Union (SADTU)
- South African Medical Association (SAMA)
- South African Municipal Workers' Union (SAMWU)
- South African State and Allied Workers' Union (SASAWU)
- SASBO - The Finance Union
- South African Transport and Allied Workers Union (SATAWU)